# August Hahn (Theologe)
August Hahn (* 27. März 1792 in Osterhausen, Amt Sittichenbach; † 13. Mai 1863 in Breslau) war ein deutscher evangelisch-lutherischer Theologe.

## Leben
Als Sohn eines Dorfschullehrers besuchte Hahn das Gymnasium in Eisleben. Von 1810 bis 1813 studierte er Theologie an der Universität Leipzig. Nach verschiedenen Hauslehrerstellen fand er 1817 Aufnahme im evangelischen Predigerseminar in Wittenberg. Unter Heinrich Leonhard Heubner entwickelte er dort seinen dogmatischen Standpunkt, zunächst einen supranaturalistischen später den eines milden konfessionellen Luthertums.
1819 ging er als a.o. Professor für Theologie an die Ruprecht-Karls-Universität Heidelberg. Im Jahr darauf wechselte er in gleicher Funktion an die Albertus-Universität Königsberg. 1820 wurde er Pfarrer an der Altstädtischen Kirche und Superintendent. Nachdem er 1821 Lehrstuhlinhaber geworden war, legte er 1822 sein geistliches Amt nieder und tat sich mit theologischen Schriften hervor. 
1826 folgte er dem Ruf der Universität Leipzig. Allgemeines Aufsehen erregte er mit seinem so genannten „Hahnenschrei“, dass die Theologischen Rationalisten aus der evangelischen Kirche austreten sollten.
1832 wechselte er als Ordinarius und Konsistorialrat nach Breslau. Dort wollte er die lutherische Neoorthodoxie etablieren, was mit der Herausgabe eines Gesangbuches verbunden war. 1839/40 war er Rektor der Universität. 1844 wurde er dort zum Oberkonsistorialrat und zum Generalsuperintendenten für die altpreußische Kirchenprovinz Schlesien ernannt. In dieser Eigenschaft führte er 1845 die Ordinationsverpflichtung auf die Augsburgische Konfession wieder ein. Mit Johann Christian Friedrich Steudel und August Tholuck begründete Hahn Ende 1829 den Litterarischen Anzeiger für christliche Theologie und Wissenschaft überhaupt (LACTW), der erstmals am 1. Januar 1830 erschien.

## Werke (Auswahl)
- Marcion’s Evangelium in seiner ursprünglichen Gestalt, 1823
- Syrische Chrestomathie, 1824
- De rationalismi, qui dicitur, vera indole et qua cum naturalismo contineatur ratione, Leipzig 1827
- Offene Erklärung an die evangelische Kirche zunächst in Sachsen und Preußen, 1826
- Über die Lage des Christentums in unserer Zeit, 1832
- Evangelisches Kirchen und Hausgesangbuch, 1857
- Bardesanes gnosticus, Syrorum primus hymnologus, 1819
- De Gnosi Marcionis, 1820, 1821
- Antitheses Marcionis, 1823
- De canone Marconis, 1824, 1826
- Commentar über das Buch Hiob, 1850
- mit Christoph Drechsler und Franz Delitzsch: Der Prophet Jesaja. Dritter Theil, 1855–1857, 2 Bde.
- Lehrbuch des christlichen Glaubens, 1828, 2. Aufl. 1857–1859, 2 Teile
- Commentar über das Predigerbuch Salomos, 1860

Herausgeber
Hebräischer Text des Alten Testaments. Leipzig 1831
Bibliothek der Symbole und Glaubensregeln der apostolisch-katholischen Kirche. Leipzig 1842; 2. Aufl. 1877